# Pretrkovac
Pretrkovac (izvirno srbsko Претрковац) je naselje v Srbiji, ki upravno spada pod Občino Ražanj; slednja pa je del Niškega upravnega okraja.

## Demografija
V naselju, katerega izvirno (srbsko-cirilično) ime je Претрковац, živi 281 polnoletnih prebivalcev, pri čemer je njihova povprečna starost 48,6 let (45,6 pri moških in 51,6 pri ženskah). Naselje ima 98 gospodinjstev, pri čemer je povprečno število članov na gospodinjstvo 3,33.
To naselje je, glede na rezultate popisa iz leta 2002, večinoma srbsko, a v času zadnjih treh popisov je opazno zmanjšanje števila prebivalcev.
|  |

| Demografija | Demografija     | Demografija     |
| Leto        | Št. prebivalcev | Št. prebivalcev |
| ----------- | --------------- | --------------- |
|             |                 |                 |
|             |                 |                 |
|             |                 |                 |
|             |                 |                 |
| 1948        | 568             |                 |
| 1953        | 592             |                 |
| 1961        | 563             |                 |
| 1971        | 513             |                 |
| 1981        | 480             |                 |
| 1991        | 441             | 418             |
| 2002        | 366             | 326             |
|             |                 |                 |

| Etnična sestava po popisu iz leta 2002 | Etnična sestava po popisu iz leta 2002 | Etnična sestava po popisu iz leta 2002 | Etnična sestava po popisu iz leta 2002 | Etnična sestava po popisu iz leta 2002 |
| -------------------------------------- | -------------------------------------- | -------------------------------------- | -------------------------------------- | -------------------------------------- |
| Srbi                                   | Srbi                                   |                                        | 324                                    | 99,38%                                 |
| Makedonci                              | Makedonci                              |                                        | 1                                      | 0,30%                                  |
| Neznano                                | Neznano                                |                                        | 1                                      | 0,30%                                  |